# Julian Davies
Julian Davies (* 16. března 1971 Salisbury, Spojené království) je bývalý britský a anglický zápasník–judista.

## Sportovní kariéra
Připravoval se v Devizes v hrabství Wiltshire. V britské seniorské reprezentaci se prosazoval od roku 1994 v pololehké váze do 65 kg. V olympijském roce 1996 zaznamenal několik výrazných úspěchů na mezinárodních turnajích a zajistil si účast na olympijských hrách v Atlantě. Do olympijských her však formu neudržel a vypadl ve druhém kole s Polákem Jarosławem Lewakem. Sportovní kariéru ukončil v roce 2001. Věnuje se trenérské práci.

## Výsledky
| Turnaj             | 1991            | 1992            | 1993            | 1994           | 1995           | 1996           | 1997           |
| Turnaj             | 20              | 21              | 22              | 23             | 24             | 25             | 26             |
| Turnaj             | superlehká váha | superlehká váha | superlehká váha | pololehká váha | pololehká váha | pololehká váha | pololehká váha |
| ------------------ | --------------- | --------------- | --------------- | -------------- | -------------- | -------------- | -------------- |
| Olympijské hry     |                 | —               |                 |                |                | úč.            |                |
| Mistrovství světa  | —               |                 | —               |                | —              |                | úč.            |
| Mistrovství Evropy | —               | —               | —               | 7.             | —              | 2.             | 3.             |
| ME juniorů         | 3.              |                 |                 |                |                |                |                |